# Fred Hildenbrandt
Fred (Alfred) Hildenbrandt (Pseudonym Hermann Thimmermann; * 27. April 1892 in Stuttgart; † 4. März 1963 in Koblenz) war ein deutscher Journalist und Schriftsteller.

## Leben
Zunächst Volksschullehrer, nahm er am Ersten Weltkrieg teil, wurde 1914 in Langemarck verwundet, und begann seine Karriere als Feuilletonredakteur bei den Frankfurter Nachrichten. Er wurde von Theodor Wolff zum Berliner Tageblatt geholt und war dort von 1922 bis 1932 Feuilletonchef. Zu dieser Zeit war er ein weit beachteter Kritiker, bekannt für seinen ironischen Schreibstil, signierend mit dem Kürzel Hi.
In seinem posthum erschienenen Buch … ich soll dich grüßen von Berlin beschreibt er die Szene der im Berliner Westend am Sachsenplatz (dem heutigen Brixplatz) lebenden Prominenten und Künstler (Veit Harlan, Paul Hindemith, Hilde Körber, Joachim Ringelnatz, Max Schmeling, Henny Porten) während der Weimarer Republik.
Ab 1933 verfasste er heroische „Erlebnisberichte“ aus dem Ersten Weltkrieg, schrieb für die Wehrmacht und möglicherweise auch für die NSDAP-Parteipresse.
Neben zahlreichen Büchern verfasste Hildenbrandt von den 1920er bis 1940er Jahren auch etliche Drehbücher, wie beispielsweise 1938 für den Spielfilm Pour le Mérite. An dem Drehbuch für den Film Unternehmen Michael war er Mitautor.
Nach dem Zweiten Weltkrieg lebte er in Frankfurt am Main. „Er starb verarmt und vergessen.“

## Werk

### Bücher
- Briefe an eine Tänzerin. Stuttgart 1922
- Judas Ischarioth, 1924[3]
- Tage-Blätter. Berlin 1925
- Hochstapler, R. Mosse, Berlin 1926[3]
- Kleine Chronik. Potsdam 1926
- Die Tänzerin Valeska Gert. Stuttgart, Hädecke, 1928
- Kinder, Stuffer, Berlin 1928[3][4]
- Im Irrgarten läuft Bellarmin. Berlin, Deutsche Buch-Gemeinschaft, 1929[5]
- Annee u. ihre Leichtathleten, Roman, 1929[3]
- Der Sand läuft falsch im Stundenglas. Union Deutsche Verlagsgesellschaft, Stuttgart 1930[6]
- Tänzerinnen der Gegenwart (= Schaubücher 18). 65 Bilder erläutert von Fred Hildenbrandt. Orell Füssli, Zürich 1931.
- Gwendolin stürzt sich ins Leben, Roman, Deutsche Buchgemeinschaft, Berlin 1931[3][7]
- Erschossen in Braunau – Das tragische Schicksal des ritterlichen Verlagsbuchhändlers Johann Philipp Palm aus Nürnberg, München, Knorr & Hirth, 1933
- Fritz Freemann wird Reporter. Edited with Introduction and Vocabulary by Dora Kreykenbohm Willner. New York: Prentice-Hall Inc. 1937, 194 Seiten [Jugendbuch mit Schauplatz Berlin. In deutscher Sprache mit Vokabular deutsch-englisch]
- Olymp. Siege, 1935[3]
- An die Herren Europäer!, Japan arbeitet u. lächelt, Franckh, Stuttgart 1936[3][8]
- Verdun! Souville!, Ein Tatsachenbericht ...., Knorr und Hirth, München 1937[3][9]
- Nobile, Verlag der Sternbücher, 1955 (über den Flug zum Nordpol von Roald Amundsen, Umberto Nobile und Lincoln Ellsworth)
- … ich soll dich grüssen von Berlin. 1922-1932. Berliner Erinnerungen ganz und gar unpolitisch, Ehrenwirth, 1966

#### Pseudonym
- Hermann Thimmermann: Der Sturm auf Langemarck, 1933

### Drehbücher
- 1927: Die große Pause
- 1928: Lotte
- 1930: Nur am Rhein
- 1931: Luise, Königin von Preußen
- 1932: Melodie der Liebe
- 1937: Unternehmen Michael
- 1937: Signal in der Nacht
- 1938: Pour le Mérite
- 1939: Drei Unteroffiziere
- 1943: Besatzung Dora